# Pasi Siitonen
Pasi Siitonen (urodzony w 22 sierpnia 1978 roku w Helsinkach), fiński piosenkarz znany jako Stig lub Stig Dogg. W 2011 brał udział w fińskich preselekcjach do Konkursu Piosenki Eurowizji 2012, w których ze swoim utworem Laululeija zajął trzecie miejsce w finale.